# روي ويب
روي ويب (بالإنجليزية: Roy Webb)‏ (و. 1888 – 1982 م) هو ملحن، ومؤلفو موسيقى تصويرية أمريكي، ولد في نيويورك، توفي في سانتا مونيكا، كاليفورنيا، عن عمر يناهز 94 عاماً، بسبب نوبة قلبية.

## التعليم
تعلم في جامعة كولومبيا.

## وصلات خارجية
- روي ويب على موقع IMDb (الإنجليزية)
- روي ويب على موقع ألو سيني (الفرنسية)
- روي ويب على موقع ميوزك برينز (الإنجليزية)
- روي ويب على موقع تيرنر كلاسيك موفيز (الإنجليزية)
- روي ويب على موقع أول موفي (الإنجليزية)
- روي ويب على موقع قاعدة بيانات برودواي على الإنترنت (الإنجليزية)
- روي ويب على موقع قاعدة بيانات برودواي على الإنترنت (الإنجليزية)
- روي ويب على موقع قاعدة بيانات الأفلام السويدية (السويدية)
- روي ويب على موقع أول ميوزيك (الإنجليزية)
- روي ويب على موقع ديسكوغز (الإنجليزية)